# Daniel Blake
Daniel Blake je americký saxofonista a hudební skladatel. Roku 2006 se usadil v Brooklynu. Je absolventem Brooklyn College of Music. V roce 2011 vydal album The Aquarian Suite, které obsahuje například skladbu „You Cry So Pretty“. Tu Blake věnoval Milesi Davisovi. Během své kariéry spolupracoval s mnoha hudebníky, mezi něž patří například Anthony Braxton, Lukas Ligeti, Julian Lage a Esperanza Spalding. V listopadu 2017 hrál při speciálním newyorském koncertu velšského hudebníka Johna Calea. Rovněž působí v uskupení The Mivos Quartet.